# Hellmut Oelert

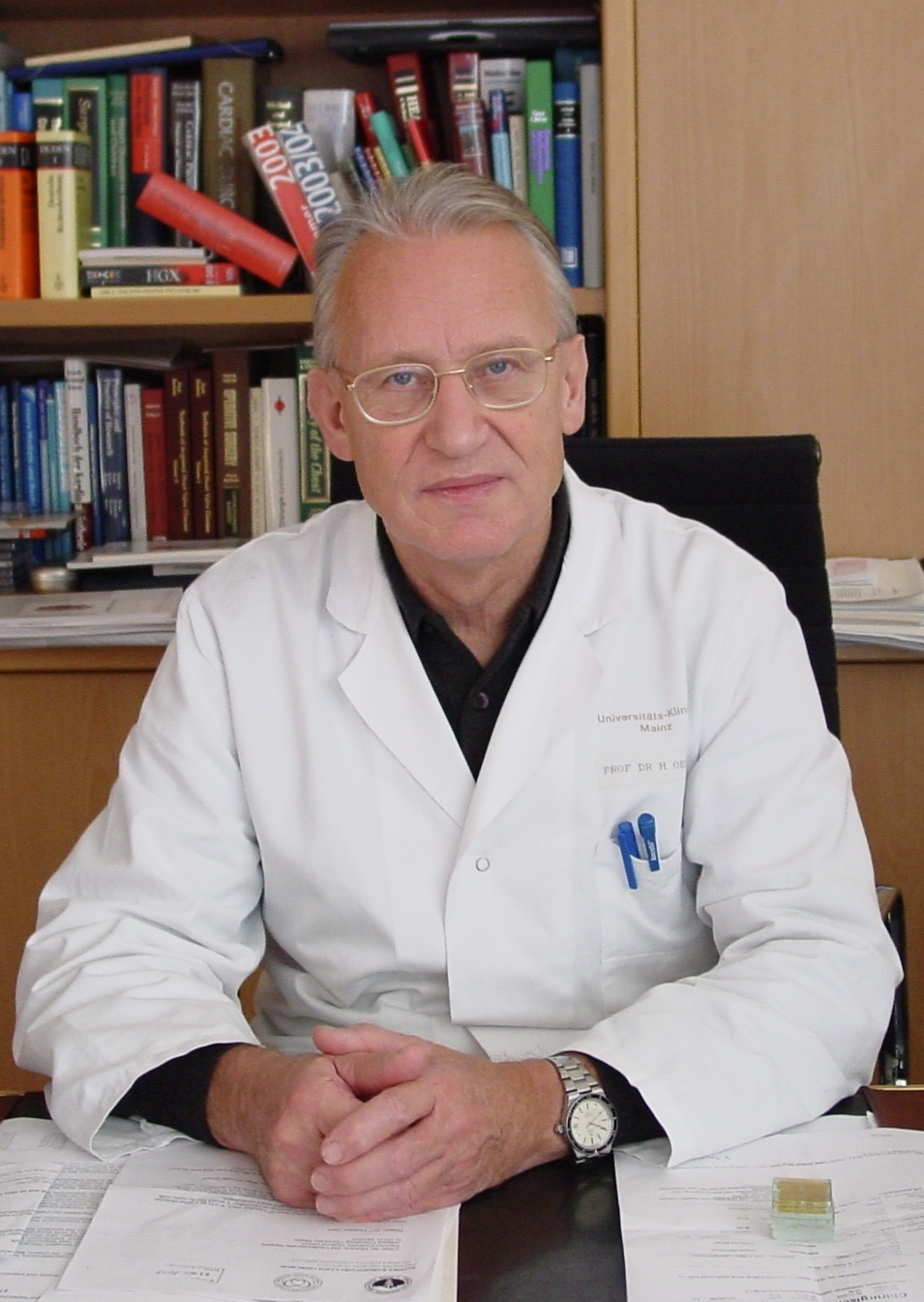
Prof. Hellmut Oelert (2003)

Hellmut Oelert (* 3. Mai 1936 in Dessau, Freistaat Anhalt) ist ein deutscher Herzchirurg und Hochschullehrer. Er war ärztlicher Gründungsdirektor der Klinik und Poliklinik für Herz-, Thorax- und Gefäßchirurgie an der Johannes Gutenberg-Universität Mainz in den Jahren 1984 bis 2004.

## Leben
Oelert besuchte das Christianeum in Hamburg-Altona, wo er im Jahr 1956 seine Reifeprüfung ablegte. Nach dem Abitur begann er sein Medizinstudium an der Universität Hamburg, welches er 1962 ebendort abschloss. Noch im gleichen Jahr promovierte er an der Universität München zum Dr. med. 1964 erhielt er durch die Gesundheitsbehörde Hamburg die Approbation als Arzt.
Nach seiner Zeit als Medizinalassistent verblieb er bis Ende 1966 als Stipendiat der Deutschen Forschungsgemeinschaft am Physiologischen Institut der Freien Universität Berlin, um hier seine Kenntnisse in der Grundlagenwissenschaft bei dem Physiologen Prof. Dr. Karl-Julius Ullrich zu vertiefen. Schwerpunktmäßig forschte er über den Ammoniaktransport in der Niere.
Im Jahr 1967 ging er als wissenschaftlicher Assistent zu Prof. Dr. Rudolf Zenker an das Klinikum der Universität München, wo er erste Erfahrungen mit der Operation am offenen Herzen unter Einsatz der Herz-Lungen-Maschine sammelte.
Im März 1968 wechselte er gemeinsam mit dem Chirurgen Hans Georg Borst an die Medizinische Hochschule Hannover (MHH). Dort gestaltete er maßgebend den Aufbau der Klinik für Thorax-, Herz und Gefäßchirurgie am Klinikum der Medizinischen Hochschule Hannover.
1970/1971 hospitierte er für eineinhalb Jahre an das Hospital for Sick Children in London. Damals eines der weltweit wenigen auf Kinderherzmedizin spezialisierten Krankenhäuser. Hier sammelte er erste Erfahrungen mit Operationen am offenen Herzen im Säuglingsalter. Sein dort erworbenes Wissen brachte er mit nach Hannover, wo er in den Folgejahren die innovativen Operationstechniken anwendete und selbständig weiterentwickelte.
1972 wurde er Facharzt für Chirurgie, Seit 1973 war er Oberarzt. !974 habilitierte er an MHH und seit 1976 war er leitender Oberarzt. 1978 erhielt er eine außerplanmäßige Professur und seit 1979 war er stellvertretender Direktor der Klinik für Thorax-, Herz- und Gefäßchirurgie an der Medizinischen Hochschule Hannover.
Nach zwölf Jahren in Hannover erfolgte 1984 der Ruf an die Universität Mainz.
Mit der Berufung zum ordentlichen Universitätsprofessor kam Oelert im Frühjahr 1985 nach Mainz an das Klinikum der Johannes Gutenberg-Universität Mainz. Mit seiner Amtseinführung setzte er als Gründungsdirektor der Klinik und Poliklinik für Herz-, Thorax- und Gefäßchirurgie den Neuanfang einer Herz-, Thorax- und Gefäßchirurgie am Klinikum der Johannes Gutenberg-Universität Mainz. Unter seiner Leitung gehörten neben der Routine-Herzchirurgie des Klappenersatzes und der Koronare Herzkrankheit vor allem die Chirurgie der angeborenen Herzfehler, die Chirurgie der Mitralrekonstruktion, die Koronarchirurgie ohne den Einsatz der HLM (OPCAB), die pulmonale Thrombendarteriektomie bei thromboembolisch verursachter Pulmonaler Hypertension, die Chirurgie der Aorta und der peripheren arteriellen Verschlusskrankheit (pAVK) zum Mainzer Repertoire. 1993 kam die Transplantationschirurgie der Lunge, 1994 die des Herzens hinzu.
Früh erkannte Oelert die Notwendigkeit interdisziplinärer und internationaler Zusammenarbeit. Oelert ist Gründer des Interdisziplinären Arbeitskreises Gefäß-, Therapie- und Forschungszentrum (GTFZ) am Klinikum der Johannes Gutenberg-Universität sowie Initiator der Zusammenarbeit mit zahlreichen kardio-chirurgischen Zentren, u. a. in Alexandria, in St. Petersburg, in Nowosibirsk sowie in London und Salzburg. Während seiner Amtszeit als Direktor hat er insgesamt 21 Klinik- und Abteilungsleiter sowie 12 Habilitanden an der Klinik für Herz-, Thorax- und Gefäßchirurgie in Mainz ausgebildet. 2001 ging er in den Ruhestand, die Klinik leitete er jedoch bis 2004. Seither widmet er sich ehrenamtlich den Belangen von Herzpatienten und setzt sich für ihre Interessen, beispielsweise im erweiterten Vorstand der Deutschen Herzstiftung (DHS) und als Sprecher des Wissenschaftlichen Beirats der Deutschen Stiftung für Herzforschung (DSHF), ein. Für sein Lebenswerk und sein ehrenamtliches Engagement ist er mehrfach ausgezeichnet worden. 2003 erhielt er das Bundesverdienstkreuz am Bande, 2011 das Bundesverdienstkreuz 1. Klasse und 2019 die Peter-von-Aspelt-Medaille. Seit 2019 ist er Ehrenmitglied der Deutschen Gesellschaft für Thorax-, Herz- und Gefäßchirurgie (DGTHG).

## Ehrungen
- 2003: Bundesverdienstkreuz am Bande
- 2011: Bundesverdienstkreuz 1. Klasse
- 2019: Peter-von-Aspelt-Medaille
- 2019: Ehrenmitglied der Deutschen Gesellschaft für Thorax-, Herz- und Gefäßchirurgie (DGTHG)

## Schriften
- mit Hans Georg Borst und Werber Klinner (Hrsg.): Herzchirurgie. Springer, Berlin/Heidelberg 1978, ISBN 3-540-08267-0. Neuauflage 1991, ISBN 978-3-662-07753-5.
- mit Hans Georg Borst: Herz und herznahe Gefäße. In: Georg Heberer, Wolfgang Köle, Harald Tscherne: Chirurgie. Lehrbuch für Studierende der Medizin und Ärzte. Springer, Heidelberg 1986, ISBN 978-3-662-00440-1, S. 286–314 (eingeschränkte Vorschau in der Google-Buchsuche).